# Lippmann (cráter)

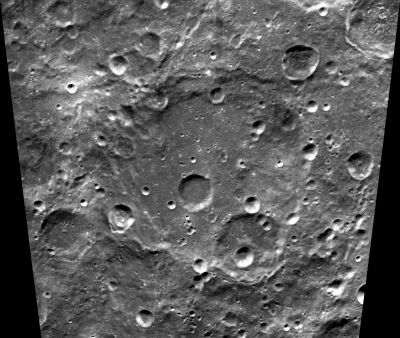
Fotografía de la misión Clementine (1994)

Lippmann es un gran cráter de impacto situado en la parte sur de la cara oculta de la Luna, y por lo tanto no se puede ver directamente desde la Tierra. Justo al noreste se halla la planicie amurallada del cráter Mendel, solo ligeramente más pequeña que Lippmann. Al sur-sureste se encuentra el cráter Petzval.
Como con muchas formaciones lunares de este tamaño, Lippmann ha sido erosionado por impactos posteriores. La parte sureste del borde ha sido cubierta por el cráter satélite Lippmann L, que a su vez se ha desgastado y erosionado. El cráter relativamente intacto Lippmann Q atraviesa el borde suroeste. El resto del brocal se ha desgastado y redondeado, presentando una serie de terrazas y un perfil redondeado. Los lados occidental y oriental del cráter en particular están casi cubiertos por materiales eyectados.
El suelo interior es relativamente plano, al menos en los dos tercios occidentales, pero está marcado por varios impactos. El más notable de éstos es Lippmann P, situado apenas al sudoeste del punto medio. Una cadena corta de pequeños cráteres se encuentra en la parte sur de la plataforma interior. El resto está marcado por unos pequeños cráteres y picado por pequeños impactos.
El terreno al norte y al este de este cráter está surcado por marcas que son radiales a la enorme cuenca de impacto del Mare Orientale (situado al noreste). Además, Lippmann se encuentra al suroeste de la Cuenca Mendel-Rydberg, una depresión de 630 km de anchura perteneciente al Período Nectárico (más antigua que el mar Orientale), y se halla en el margen sureste de la Cuenca Aitken, perteneciente al Período Pre-Nectárico.

## Cráteres satélite
Por convención estos elementos son identificados en los mapas lunares poniendo la letra en el lado del punto medio del cráter que está más cercano a Lippmann.
|          | \| Lippmann \| Coordenadas \| Diámetro \| \| -------- \| -------------------------------- \| -------- \| \| B \| 52°36′S 110°54′O / -52.6, -110.9 \| 29 km \| \| E \| 55°24′S 107°36′O / -55.4, -107.6 \| 23 km \| \| J \| 59°00′S 106°36′O / -59.0, -106.6 \| 19 km \| \| L \| 57°36′S 112°30′O / -57.6, -112.5 \| 54 km \| \| P \| 56°06′S 115°00′O / -56.1, -115.0 \| 29 km \| \| Q \| 57°00′S 118°42′O / -57.0, -118.7 \| 27 km \| \| R \| 57°12′S 121°18′O / -57.2, -121.3 \| 37 km \| |          |
| Lippmann | Coordenadas | Diámetro |
| B        | 52°36′S 110°54′O / -52.6, -110.9 | 29 km    |
| E        | 55°24′S 107°36′O / -55.4, -107.6 | 23 km    |
| J        | 59°00′S 106°36′O / -59.0, -106.6 | 19 km    |
| L        | 57°36′S 112°30′O / -57.6, -112.5 | 54 km    |
| P        | 56°06′S 115°00′O / -56.1, -115.0 | 29 km    |
| Q        | 57°00′S 118°42′O / -57.0, -118.7 | 27 km    |
| R        | 57°12′S 121°18′O / -57.2, -121.3 | 37 km    |